# Neoplan Cityliner
Neoplan Cityliner (укр. Неоплан Сітілайнер) — серія туристичних автобусів, які виготовляються компанією Neoplan з 1971 року.

## Перше покоління (N116, N114; 1971-1980)

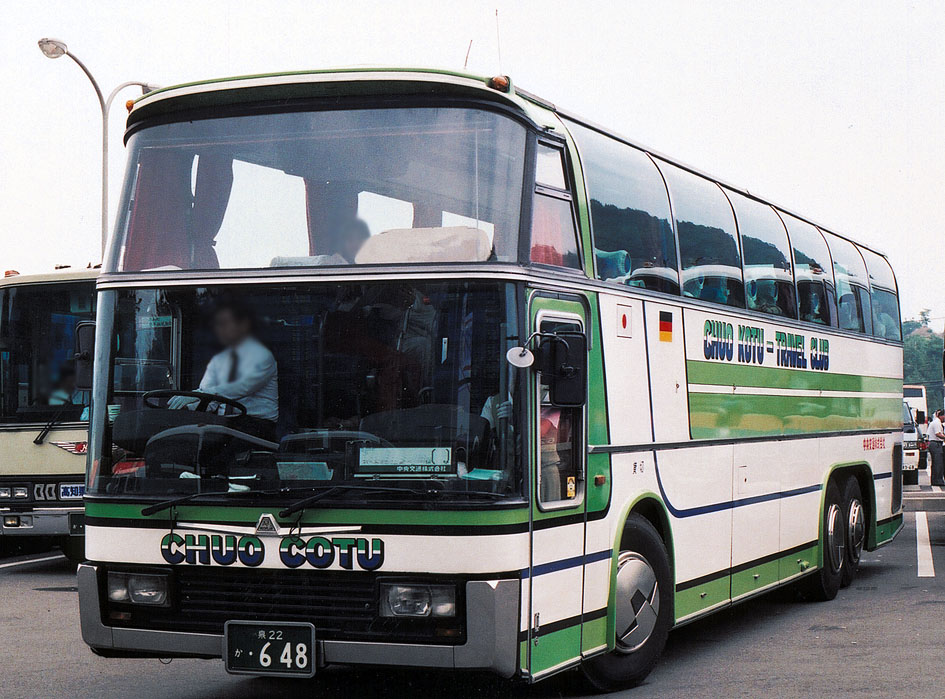
Neoplan N116 Cityliner (1977–1979)

На 20-й Міжнародній виставці автобусів в Монако в 1971 році компанія Neoplan представила Cityliner з індексом N116. Двохосний автобус характеризувався вигнутими бічними вікнами, двигуном в розміщений в задній частині і високим розташуванням сидінь для пасажирів, які розміщувались над багажниками. Багажне відділення складає більше десяти кубометрів. В автобусі наявні кухня та туалет. Ця модель усе ближче наближалася до сучасних туристичних лайнерів.
Автобус оснащався дизельним двигуном об'ємом 11,94 см3, потужністю 203 к.с.. Довжина автобуса становить 12000 мм, ширина:
2500 мм, висота: 3100 мм, кількість місць: 52.
В 1973 році представлений ще вищий Cityliner (3,55 м), бічні вікна були склеєні, автобус мав одинарне переднє скло. Це була модель з трьома осями, яка пропонувалася також з кондиціонером і подвійним склінням.
З 1978 року для Бельгії і Нідерландів виготовлено більш короткі Cityliner з індексом N114, в яких було всього п'ять, а не шість бокових вікон. Транспортні засоби для Голландії теж мали округлий бампер з нержавіючої сталі і аварійний вихід в лівий край автомобіля.
В 1979 році сімейство Cityliner модернізовано, були замінені стальні бампери на чорні пластмасові та інше.

## Друге покоління (N116, N112, N118; 1981-1993)

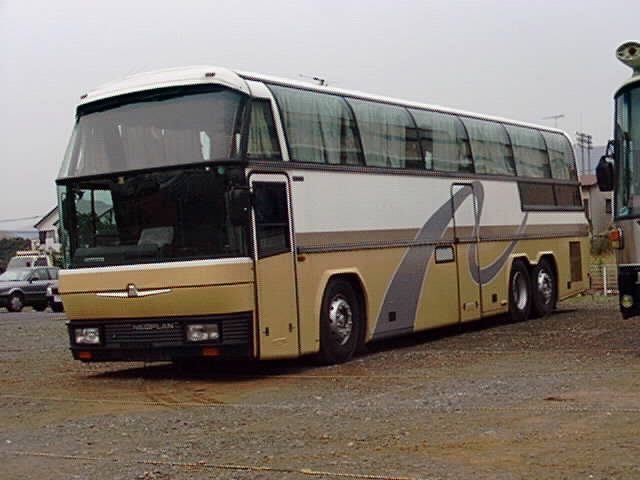
Neoplan N116 Cityliner (1981–1988)

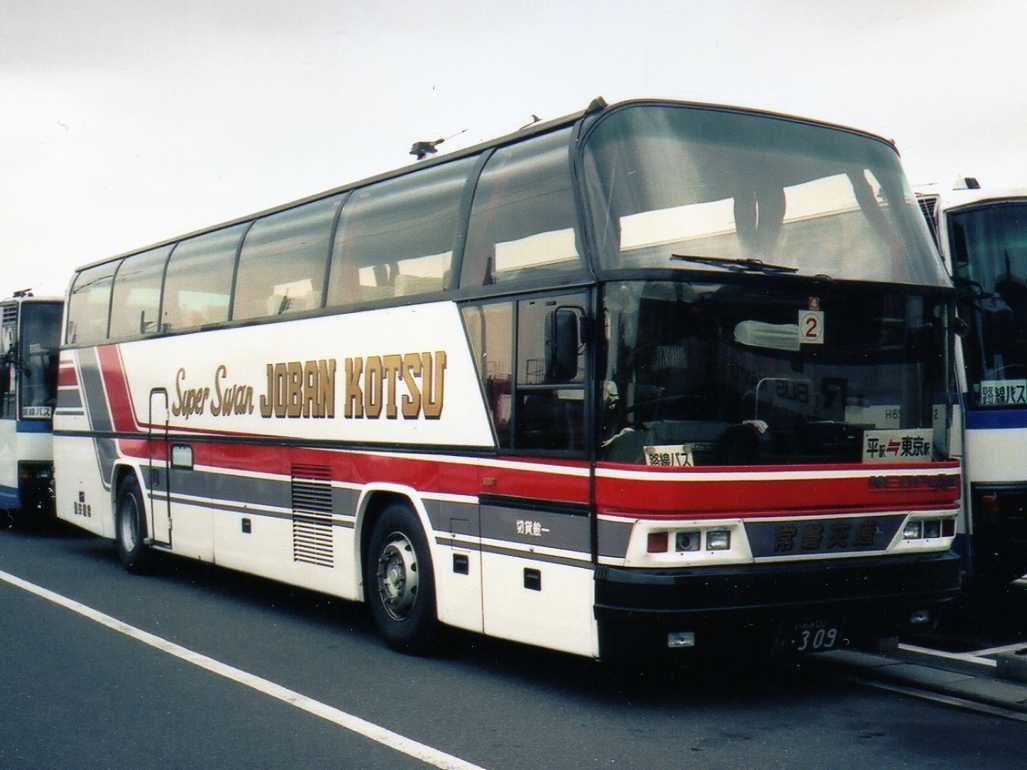
Neoplan N116 Cityliner (1988–1993)

В 1981 році Neoplan Cityliner змінився. Зміни торкнулися передньої частини, нові колісні арки, закруглене дно та інше.
На 50-річчя в 1985 році Neoplan Cityliner отримав нову програму подальшої розробки четвертого покоління транспортних засобів. Новий кондиціонер з задньої компактна система з електронним, автоматичного управління і energieabsobierende перед поліуретану і задній бампери були використані. Вперше в автобус polyellipsoid вогні були встановлені.
В 1986 році компанія Neoplan почала виробництво 13,7-метрового трьохосного Cityliner для американського ринку на заводі Ламар (США).
В 1988 році, разом з оновленням основної моделі N116, представлено найкоротшу версію Cityliner з індексом N112 для ринку Японії, яка виготовлялась до 1999 року

## Третє покоління (N116, N118; 1991-2000)

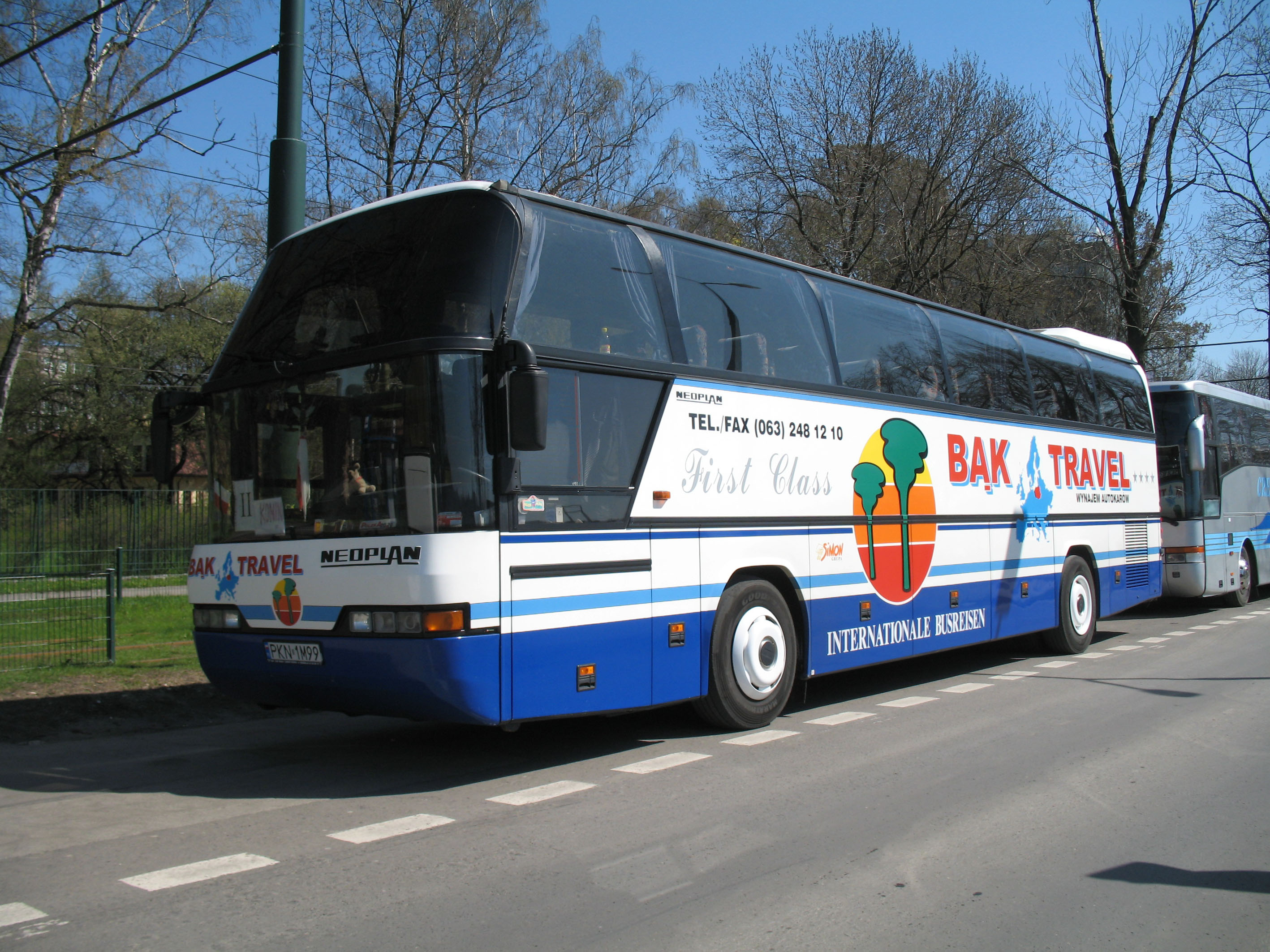
Neoplan N116 Cityliner (1993–2000)

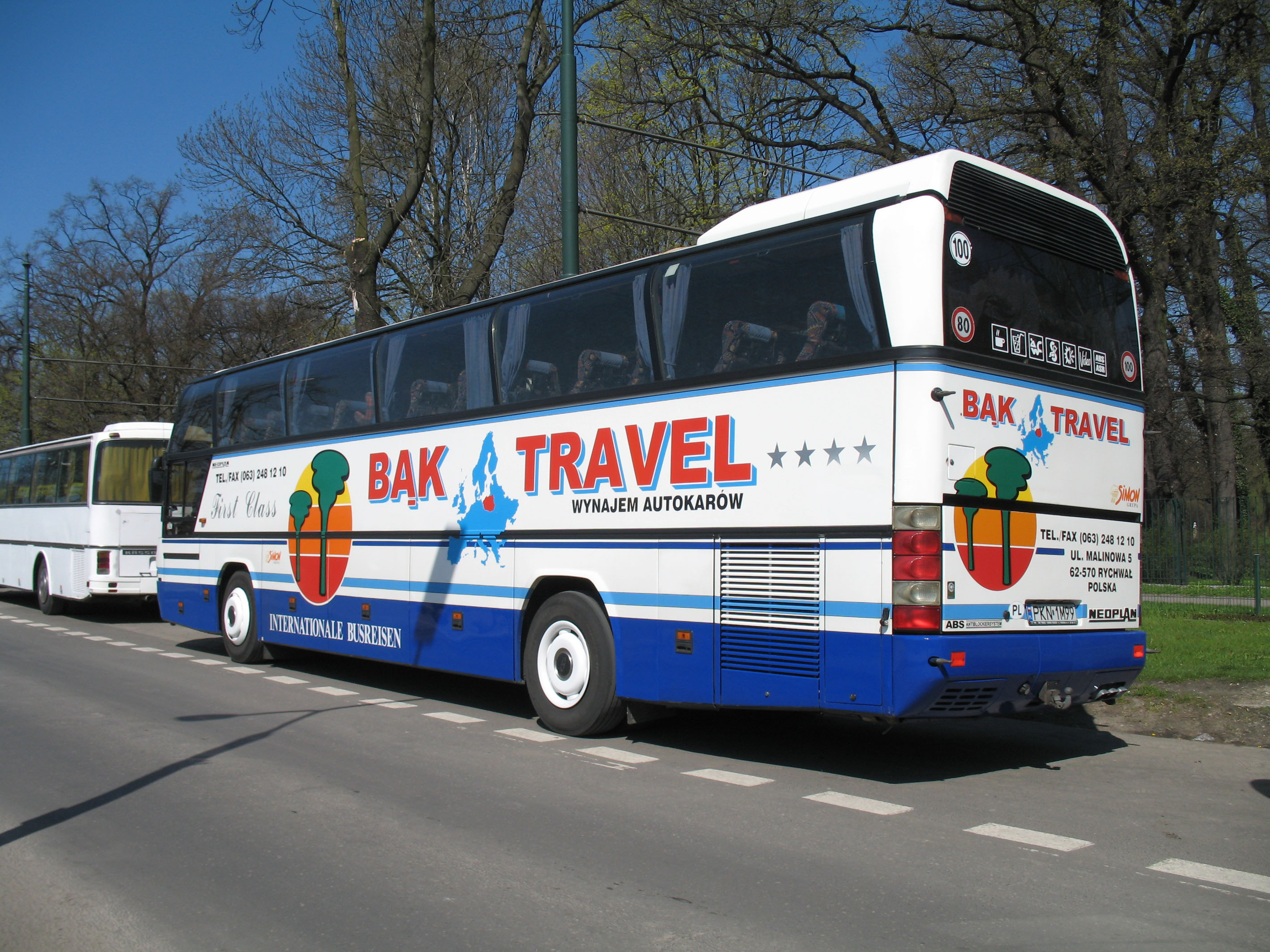
Neoplan N116 Cityliner (1993–2000)

У 1990 році програма Cityliner була розширена за рахунок включення до неї версії «Високого Cityliner», яка додала 16 см висоти, а багажне відділення збільшено до 15,6 м3.
На початку 1992 року виготовлений трьохтисячний Cityliner. Подальші заходи уточнення моделі було проведено 1993/1994: повністю перероблена панель приладів і передових кондиціонування повітря в поєднанні з оптимізованою перед автомобіль і ззаду. Існуючі подвійні блок фар більш потрійний одиниць. Перші машини були побудовані з довжиною 12 метрів, N118/3(H) на 15 метрів.
На 60-й річниці міста Liner Neoplan в 1995 році, спеціальний випуск був початий, це «Платиновий Edition» є зовнішнім по відношенню до високої часткою стали видимими оптика і двері водія. 60 автомобілів цього видання були надані на високому рівні. Серед функцій, включених таких як платина- лазер-дистанційне управління на фронт, ремені безпеки на всіх сидіннях, GPS навігаційна система, вільні руки для мобільного телефону і відео системи.
У 1996 році виробнича програма Cityliner була розширена, трьохосним 13,7 метровим варіантом (N116/3HL). Так що ця програма будівництва у восьми версіях.
1998/1999 почалося виробництво Cityliner за ліцензіями в країнах Мексики, Південної Африки, а потім у Китай.

## Четверте покоління (N1116; 2000-2006)

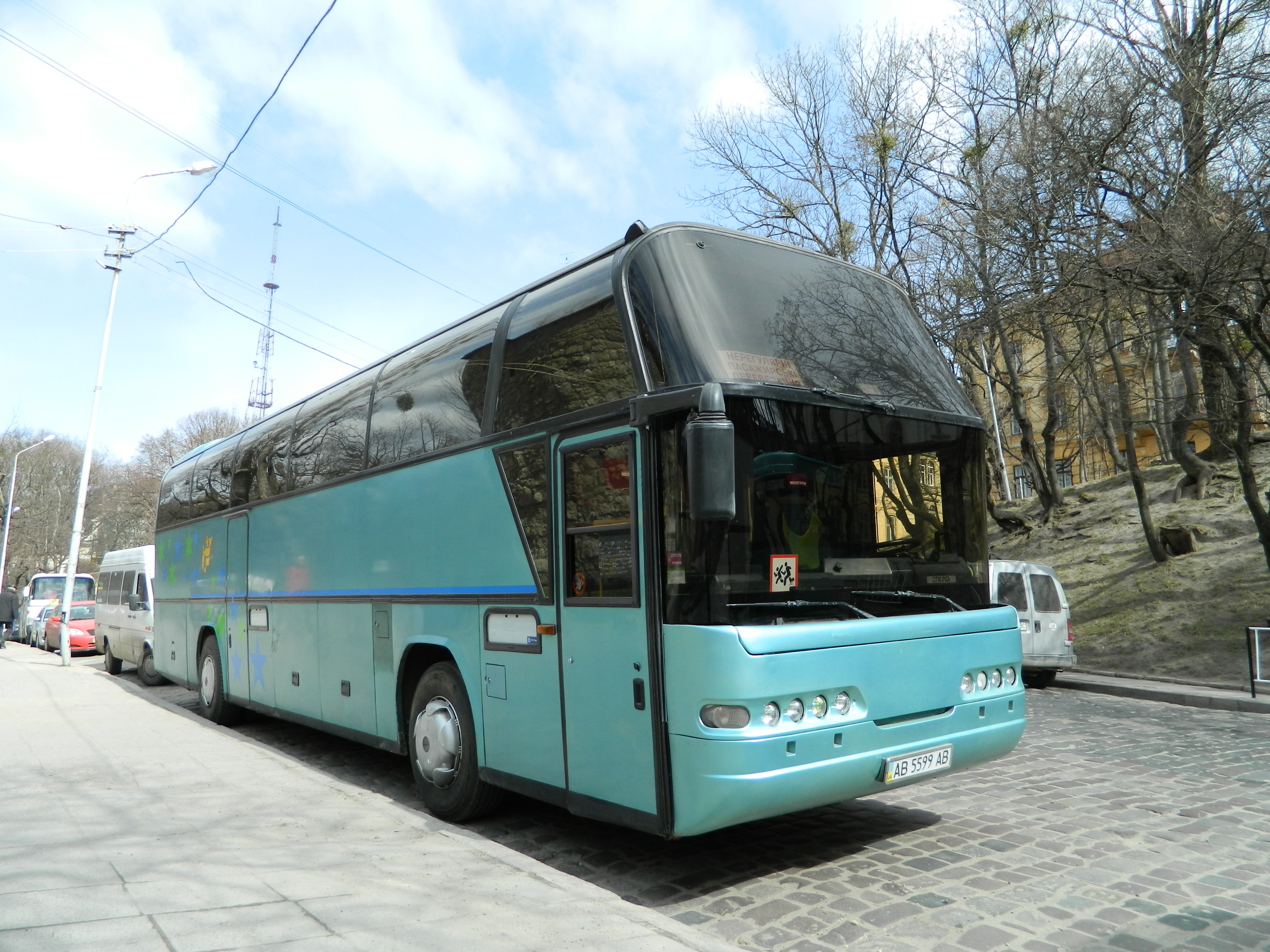
Neoplan N1116 Cityliner (2000–2001)

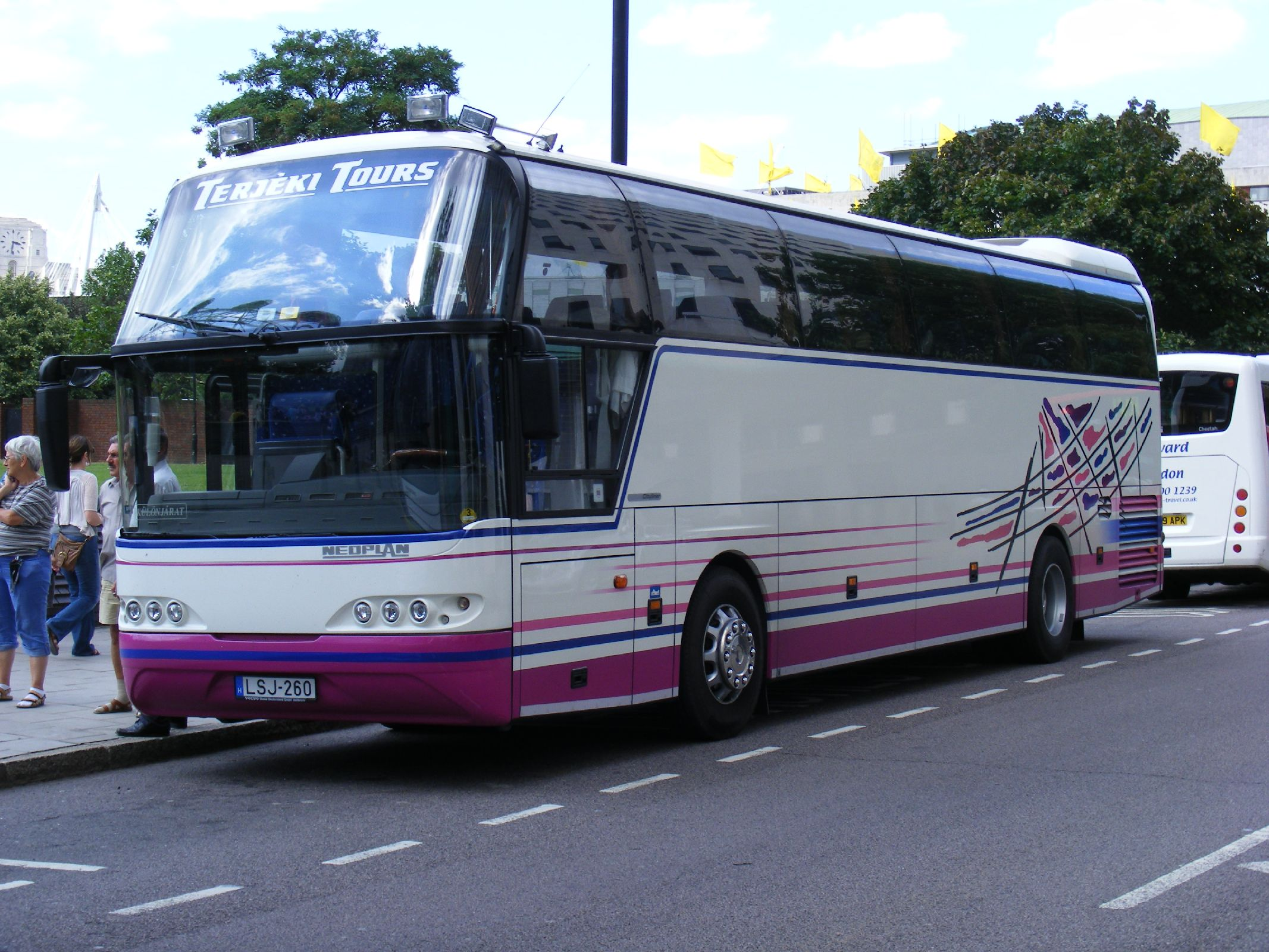
Neoplan N1116 Cityliner (2001–2006)

На IAA 2000 року представлено «Cityliner 2000» зі зміненою передньою частиною.
У 2001 році після того, як концерн MAN AG викупив компанію Neoplan, модель Neoplan Cityliner знову оновили, отримавши нові передні фари, заднє скло у формі серця, кругі колісні арки. Автобуси почали відповідати екологічним нормам Євро-3. Програма була продовжена з трьома новими варіантами автобуса (Cityliner 12 м — N1116, Cityliner 12 метрів, три осі — N1116/3; Cityliner 13,7 метрів, три осі — N1116/3HL). Пілотна програма отримала реконструкцію п'ятого покоління N1116, включаючи всі пов'язані з безпекою події. Передня частина отримала нові фари. Задня частина відзначена відмінним трапецієподібним заднім склом.
У 2003 році Neoplan представив спеціальну серію моделі Cityliner зі збільшеним комфортом. Cityliner HC — «Hoch Comfort» — довжиною 12,84 метра з тривісним кузовом.

## П'яте покоління (N1216, N1217, N1218; з 2006)

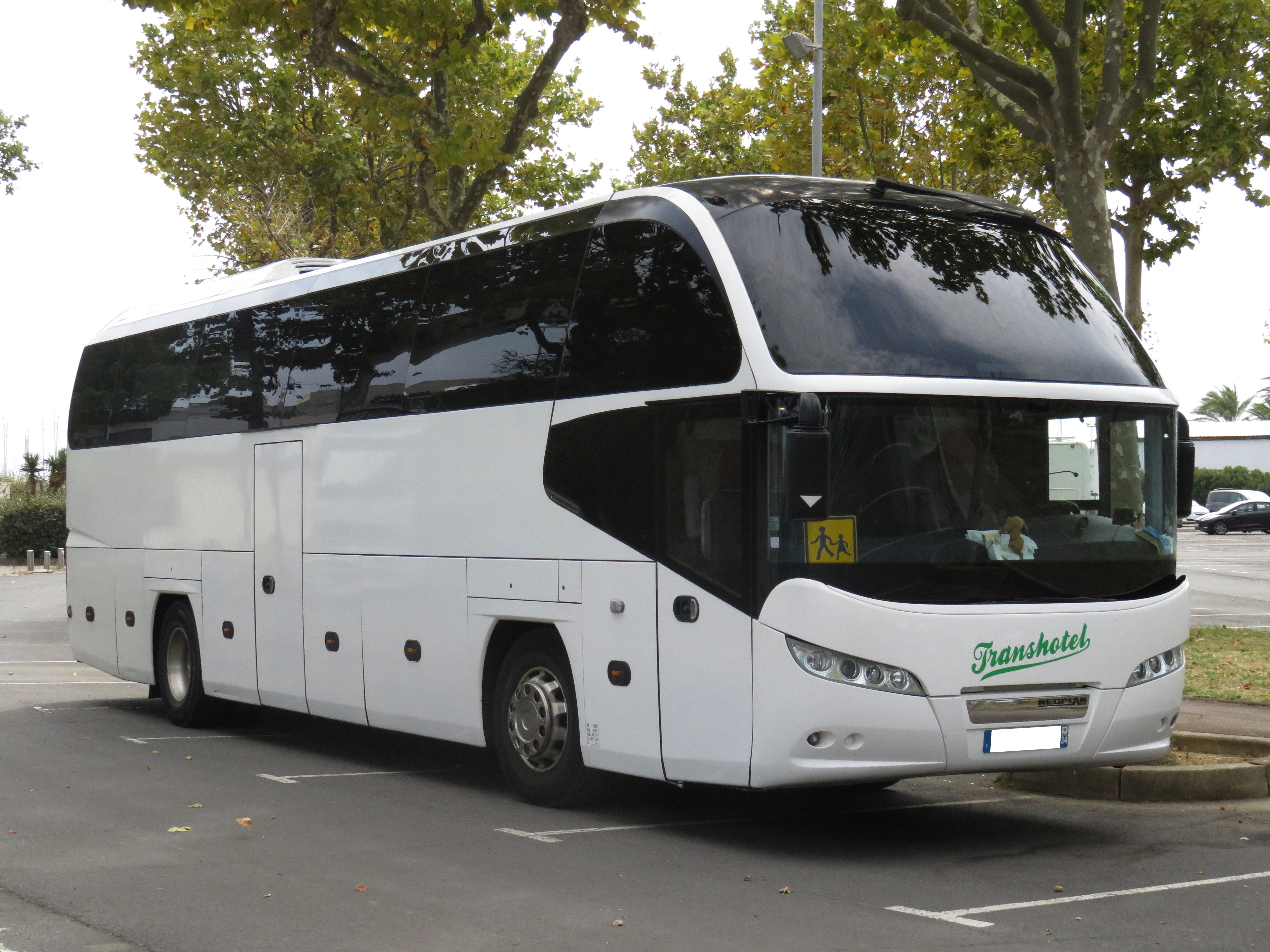
Neoplan N1216 Cityliner (з 2006)

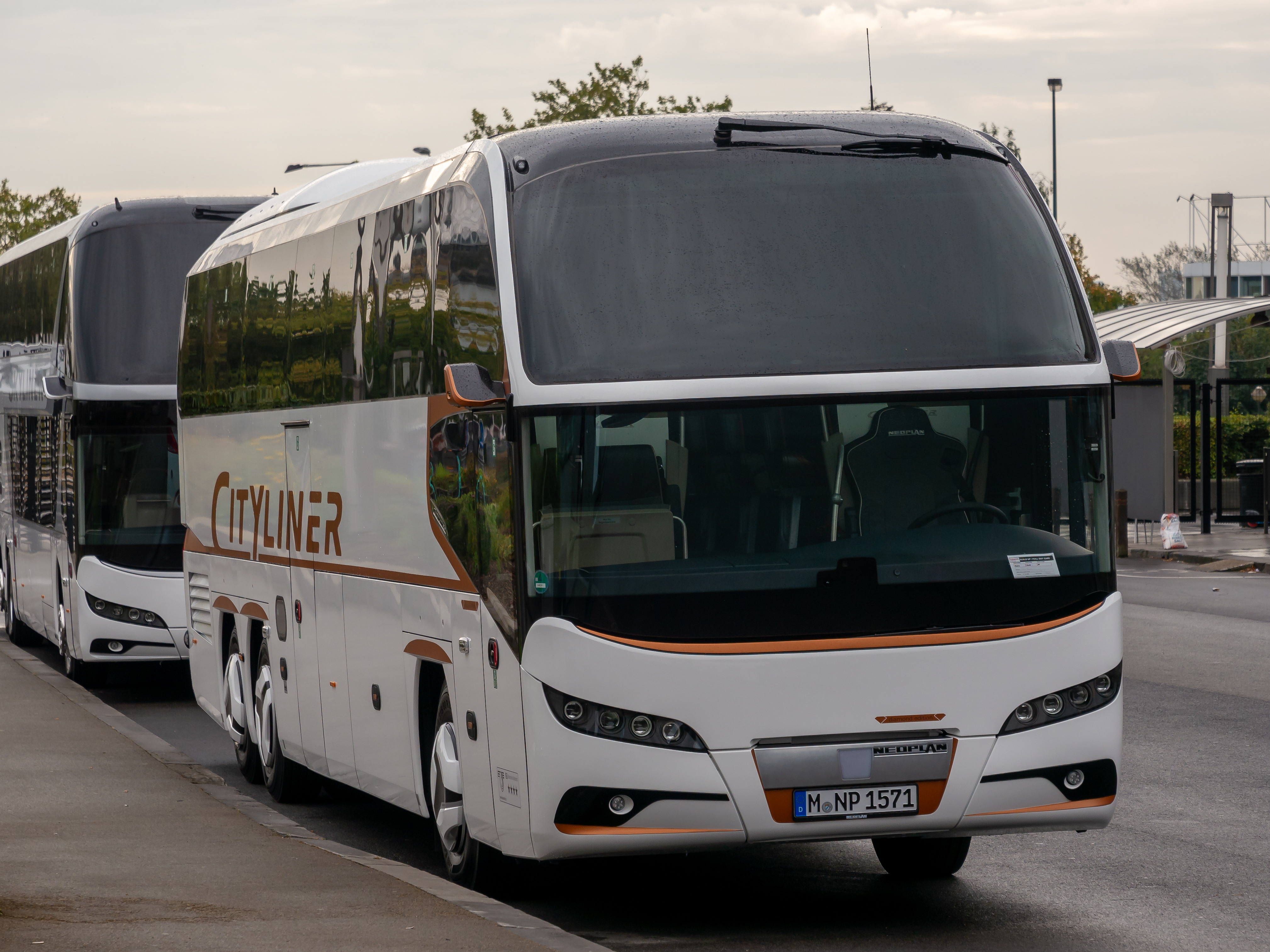
Neoplan Cityliner (з 2023)

На IAA 2006 року на 35-й річниці з початку випуску Cityliner компанія Neoplan представила нове покоління автобуса. Перша модель цього покоління Neoplan Cityliner N1216 HD (внутрішнє позначення P14) має дві осі і довжину 12,24 метра. Автобус являє собою абсолютно нову розробку і збудований на шасі Starliner II.
Автобус Neoplan 1216 має чимало переваг та додаткових можливостей. У автобуса є 3 гальмівні системи ABS, ASR і диски ESP; система ECAS при якій кожне колесо гальмує окремо; також може встановлюватися пристрій-обмежувач максимальної швидкості руху. Автобус має незвичний та футуристичний дизайн, лінзові фари та роз'єднане бокове скло. до переваг теж можна віднести кузов з неіржавкої сталі, підвищена комфортабельність перевезення (VIP-Class 3—5 зірок), пневмоважільну підвіску яка нівелює дефекти дорожнього покриття. Автобус має зрівноважене навантаження на осі, через велике навантаження на 2 вісь було вбудовано 3 (додаткову вісь). У кузові є досить багато порожнин, у яких може триматися обладнання для миття автобуса, чайник, одноразові чашки і т.д. До плюсів безпечності належать ремені безпеки, що встановлені на усіх пасажирських місцях, сходинки обиті ворсом.
У 2007 році представлено Neoplan Cityliner N1217 HDC (внутрішнє позначення P15) має три осі і 12,99 метра довжини..
Восени 2007 року представлено трьохосний Neoplan Cityliner N1218 HDL (внутрішнє позначення P16), довжиною 13,99 метра..
Двигуни MAN D2066 LOH 10,5 л або MAN D2676 LOH 12,419 л.